# Пет Никсон
Телма Кетрин „Пет“ Рајан Никсон (енгл. Thelma Catherine "Pat" Ryan Nixon; Или, 16. март 1912 — Парк Риџ, 22. јун 1993) била је супруга 37. председника САД Ричарда Никсона и носилац титуле Прве даме САД од 20. јануара 1969. до 9. августа 1974.